# Lucinoma heroica
Lucinoma heroica är en musselart som först beskrevs av Dall 1901.  Lucinoma heroica ingår i släktet Lucinoma och familjen Lucinidae. Inga underarter finns listade i Catalogue of Life.